# James Pickens Jr.
James Pickens Jr. (sinh ngày 26 tháng 10 năm 1954) là một diễn viên người Mỹ.